# الجيش الإمبراطوري الألماني
الجيش الألماني (بالألمانية: Deutsches Heer) هو الاسم لقوات الإمبراطورية الألمانية، والمعروف أيضا باسم الجيش الوطني أو الجيش الإمبراطوري أو الجيش الإمبراطوري الألماني. مصطلح هير يستخدم أيضا للجيش الألماني الحديث. تم تشكيل الجيش الإمبراطوري الألماني عندما تشكلت الإمبراطورية الألمانية في عام 1871، واستمرت حتى عام 1919، بعد هزيمة الإمبراطورية الألمانية في الحرب العالمية الأولى.
الدول التي كانت تشكل الإمبراطورية الألمانية كانت كل الجيوش المنفصلة الخاصة بها. داخل الاتحاد الألماني، وكان لكل دولة تشكلت بعد الحروب النابليونية، المسؤولة عن الحفاظ على وحدات معينة لوضعها تحت تصرف الاتحاد في حالة من الصراع. وعندما تعمل معا، وتعرف هذه الوحدات باسم جيش الاتحادي (Bundesheer). تعمل منظومة الجيش الاتحادي خلال مختلف النزاعات في القرن 19، مثل حرب شليسفيغ الأولى 1848-1850، ولكن بحلول وقت حرب شلسفيغ الثانية 1864، كانت تظهر سلالات، لا سيما بين القوى الكبرى للكونفدرالية، والإمبراطورية النمساوية ومملكة بروسيا. وتم التوصل في نهاية الاتحاد الألماني قبل الحرب النمساوية البروسية في عام 1866.

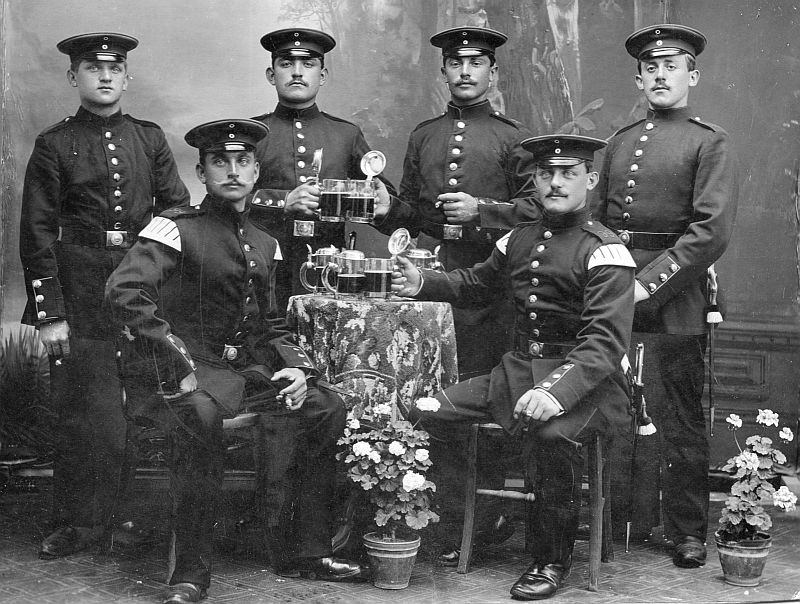
ضباط من الجيش صورة تذكارية تعود إلى العام 1898